# Страсти по Анжелике
«Страсти по Анжелике» — российская эротическая комедия 1993 года режиссёра Александра Полынникова.

## Сюжет
Анжелика, официантка в провинциальном райцентре Почесалово, имеет странную особенность: во время грозы у неё просыпается необузданное сексуальное желание, и это «природное явление» доставляет массу неприятностей и самой Анжелике, и окружающим её мужчинам.

## В ролях
- Анна Самохина — Анжелика Ивановна Кудрина
- Анатолий Равикович — доктор Борис Соломонович Блюм
- Сергей Лосев — судья
- Александр Лыков — Володя Ботин
- Андрей Градов — Гоша, следователь
- Андрей Смоляков — муж Анжелики
- Николай Трофимов — Махначев
- Татьяна Бедова — Маргарита Неврозова
- Тамара Лебедева — адвокат
- Ольга Волкова — Кирилловна, мать Анжелики
- Елена Лебенбаум — Вика
- Николай Федорцов — пьяный
- Олег Ефремов — мэр города Почесалово

## Критика
…незатейливая (тупая) комедия. Самохина — женщина красивая, но как актрисе ей здесь делать нечего. Лицам до 16 не рекомендую.— М. Иванов, «Видеогид»
Т. Москвина-Ященко в журнале «Искусство кино», рассматривая творчество режиссёра, пробовавшего себя в разных жанрах, писала, что этот его фильм (как и ряд других снятых в 1990-е) следует рассматривать как зарождавшееся в то время в кинематографе России «кино класса „Б“», и это «не плохое, а другое кино», и здесь режиссёр снимал, в отличие от «американизированного» фильма «День любви», эдакое «французистое» кино с явным намёком в имени героини на серию фильмов «Анжелика», но даже в этом качестве фильм был назван неудачным и уже несвоевременным:

Впрочем, со «Страстями» Полынников, кажется, промахнулся так же, как с «Днём любви». Вновь ушло время. Светящиеся глаза Анны Самохиной, героиня которой в грозу чувствует небывалый прилив эротической энергии, никого не возбуждают. Отсветились уже глаза, отвздымались груди, отсбрасывались одежды. Имеет место насыщение рынка. …. Как кино класса «Б», как очередной провинциальный анекдот «Страсти по Анжелике», думается мне, не задались. В ленте появилось то, чего никак не должно было быть — насмешка над провинциальностью. Эротический стёб уступил место социальному.— Т. Москвина-Ященко — Полынников-фильм, или Режиссёр класса «Б» // Искусство кино